# Kalvarija, Maribor
Kalvarija je hrib nad Mariborom. Njena nadmorska višina je 375 m.
Je vinogradni grič, na katerem stoji cerkvica svete Barbare. K njej vodi križev pot s kapelicami kot zahvala za prenehanje kuge med letoma 1680 in 1681. Posebej zanimiva je zadnja kapela, v kateri je skupina pod križem delo baročnega kiparja J. Strauba. V času narodnostnega prebujanja Slovencev in Nemcev, v 19. stoletju, je Kalvarija postala sinonim nemštva v samem mestu in tako se je je prijelo ime Nemška Kalvarija, medtem ko so Pekrsko gorco poimenovali Slovenska Kalvarija.
Ob poti na Kalvarijo je do leta 1945 stala spominska plošča, posvečena padlim vojakom 47. mariborskega pešpolka. 
V bližino cerkve pripeljejo table z oznakami, ki se nahajajo na 455 kamnitih stopnicah in vodijo na grič iz posestva Srednje kmetijske šole Maribor. Veljajo za posebej priljubljeno sprehajališče prebivalcev mesta Maribor. 